# Coppa del Mondo di salto con gli sci 1993
La Coppa del Mondo di salto con gli sci 1993, quattordicesima edizione della manifestazione organizzata dalla Federazione Internazionale Sci, ebbe inizio il 5 dicembre 1992 a Falun, in Svezia, e si concluse il 28 marzo 1993 a Planica, in Slovenia. Furono disputate 17 gare individuali, tutte maschili, in 13 differenti località: 2 su trampolino normale, 13 su trampolino lungo e 2 su trampolino per il volo. Furono inserite nel calendario 2 gare a squadre, valide ai fini della classifica per nazioni.
Nel corso della stagione si tennero a Falun i Campionati mondiali di sci nordico 1993, non validi ai fini della Coppa, il cui calendario contemplò dunque un'interruzione nel mese di febbraio.
L'austriaco Andreas Goldberger si aggiudicò sia la coppa di cristallo, il trofeo assegnato al vincitore della classifica generale, sia il Torneo dei quattro trampolini, le cui prove furono ritenute valide anche ai fini della classifica di Coppa; il ceco Jaroslav Sakala vinse la Coppa di volo. Toni Nieminen era il detentore uscente sia della Coppa generale, sia del Torneo.

## Risultati
| Data                          | Località               | Nazione   | Trampolino                 | Spec. | Primo                                                                      | Secondo                                                                | Terzo                                                              |
| ----------------------------- | ---------------------- | --------- | -------------------------- | ----- | -------------------------------------------------------------------------- | ---------------------------------------------------------------------- | ------------------------------------------------------------------ |
| 5 dicembre 1992               | Falun                  | Svezia    | Lugnet K115                | LH    | Werner Rathmayr                                                            | Urban Franc                                                            | Heinz Kuttin                                                       |
| 6 dicembre 1992               | Falun                  | Svezia    | Lugnet K115                | LH    | Werner Rathmayr                                                            | Andreas Goldberger Lasse Ottesen                                       |                                                                    |
| 13 dicembre 1992              | Ruhpolding             | Germania  | Große Zirmbergschanze K107 | LH    | Stefan Zünd                                                                | Werner Rathmayr                                                        | Didier Mollard                                                     |
| 19 dicembre 1992              | Sapporo                | Giappone  | Miyanomori K90             | NH    | Martin Höllwarth                                                           | Werner Rathmayr                                                        | Steve Delaup                                                       |
| 20 dicembre 1992              | Sapporo                | Giappone  | Ōkurayama K115             | LH    | Akira Higashi                                                              | Werner Rathmayr                                                        | Bjørn Myrbakken                                                    |
| Torneo dei quattro trampolini |                        |           |                            |       |                                                                            |                                                                        |                                                                    |
| 30 dicembre 1992              | Oberstdorf             | Germania  | Schattenberg K115          | LH    | Christof Duffner                                                           | Andreas Goldberger                                                     | Noriaki Kasai                                                      |
| 1º gennaio 1993               | Garmisch-Partenkirchen | Germania  | Große Olympiaschanze K107  | LH    | Noriaki Kasai                                                              | Jens Weißflog                                                          | Andreas Goldberger                                                 |
| 3 gennaio 1993                | Innsbruck              | Austria   | Bergisel K109              | LH    | Andreas Goldberger                                                         | Jaroslav Sakala                                                        | Noriaki Kasai                                                      |
| 6 gennaio 1993                | Bischofshofen          | Austria   | Paul Ausserleitner K120    | LH    | Andreas Goldberger                                                         | Noriaki Kasai                                                          | Didier Mollard                                                     |
| 23 gennaio 1993               | Val di Fiemme          | Italia    | Giuseppe Dal Ben K120      | LH    | Noriaki Kasai                                                              | Franci Petek                                                           | Yūji Ashimoto                                                      |
| 24 gennaio 1993               | Val di Fiemme          | Italia    | Giuseppe Dal Ben K120      | TL    | Austria Andreas Goldberger Stefan Horngacher Werner Rathmayr Ernst Vettori | Germania Dieter Thoma Jens Weißflog Christof Duffner Gerd Siegmund     | Giappone Akira Higashi Yūji Ashimoto Noriaki Kasai Masahiko Harada |
| 30 gennaio 1993               | Tauplitz               | Austria   | Kulm K185                  | FH    | Jaroslav Sakala                                                            | Werner Haim                                                            | Andreas Goldberger                                                 |
| 31 gennaio 1993               | Tauplitz               | Austria   | Kulm K185                  | FH    | Jaroslav Sakala                                                            | Didier Mollard                                                         | Andreas Goldberger                                                 |
| 5 marzo 1993                  | Lahti                  | Finlandia | Salpausselkä K90           | NH    | Noriaki Kasai                                                              | Jaroslav Sakala                                                        | Jiří Parma                                                         |
| 7 marzo 1993                  | Lahti                  | Finlandia | Salpausselkä K114          | LH    | Ivan Lunardi                                                               | Stefan Horngacher                                                      | Espen Bredesen                                                     |
| 11 marzo 1993                 | Lillehammer            | Norvegia  | Lysgårdsbakken K120        | LH    | Espen Bredesen                                                             | Takanobu Okabe                                                         | Andreas Goldberger                                                 |
| 14 marzo 1993                 | Oslo                   | Norvegia  | Holmenkollen K110          | LH    | Espen Bredesen                                                             | Didier Mollard                                                         | Jaroslav Sakala                                                    |
| 27 marzo 1993                 | Planica                | Slovenia  | Bloudkova velikanka K120   | TL    | Giappone Masahiko Harada Noriaki Kasai Takanobu Okabe Naoki Yasuzaki       | Norvegia Roar Ljøkelsøy Bjørn Myrbakken Helge Brendryen Espen Bredesen | Slovenia Robert Meglič Matjaž Zupan Urban Franc Samo Gostiša       |
| 28 marzo 1993                 | Planica                | Slovenia  | Bloudkova velikanka K120   | LH    | Espen Bredesen                                                             | Andreas Goldberger                                                     | Christof Duffner                                                   |

Legenda:

NH = trampolino normale

LH = trampolino lungo

FH = volo con gli sci

TL = gara a squadre

## Classifiche

### Generale
| Pos. | Nome               | Nazione   | Punti |
| ---- | ------------------ | --------- | ----- |
| 1    | Andreas Goldberger | Austria   | 206   |
| 2    | Jaroslav Sakala    | Rep. Ceca | 185   |
| 3    | Noriaki Kasai      | Giappone  | 172   |
| 4    | Werner Rathmayr    | Austria   | 171   |
| 5    | Espen Bredesen     | Norvegia  | 151   |
| 6    | Christof Duffner   | Germania  | 121   |
| 7    | Didier Mollard     | Francia   | 114   |
| 8    | Stefan Horngacher  | Austria   | 78    |
| 9    | Werner Haim        | Austria   | 71    |
| 10   | Bjørn Myrbakken    | Norvegia  | 63    |

### Torneo dei quattro trampolini

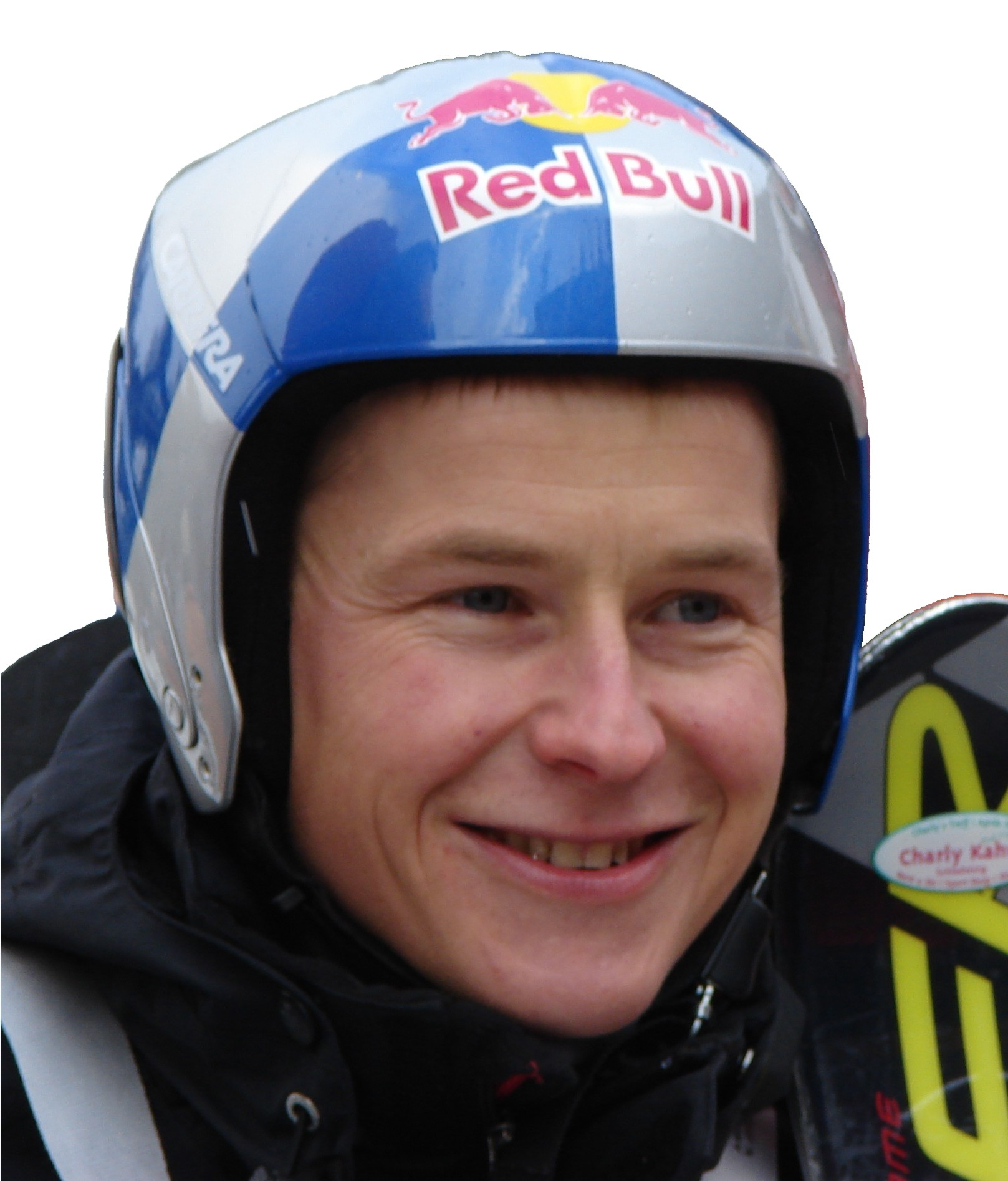
Andreas Goldberger

| Pos. | Nome               | Nazione   | Punti |
| ---- | ------------------ | --------- | ----- |
| 1    | Andreas Goldberger | Austria   | 921   |
| 2    | Noriaki Kasai      | Giappone  | 899   |
| 3    | Jaroslav Sakala    | Rep. Ceca | 855   |
| 4    | Masahiko Harada    | Giappone  | 828   |
| 5    | Vesa Hakala        | Finlandia | 823   |

### Volo
| Pos. | Nome               | Nazione   | Punti |
| ---- | ------------------ | --------- | ----- |
| 1    | Jaroslav Sakala    | Rep. Ceca | 50    |
| 2    | Didier Mollard     | Francia   | 31    |
| 3    | Andreas Goldberger | Austria   | 30    |
| 4    | Werner Haim        | Austria   | 27    |
| 5    | Espen Bredesen     | Norvegia  | 22    |

### Nazioni
| Pos. | Nazione                   | Punti |
| ---- | ------------------------- | ----- |
| 1    | Austria                   | 781   |
| 2    | Giappone                  | 444   |
| 3    | Norvegia                  | 375   |
| 4    | Cecoslovacchia/ Rep. Ceca | 299   |
| 5    | Germania                  | 280   |